# Paolo Alli
Paolo Alli (Legnano, 6 luglio 1950) è un politico italiano.

## Biografia
Nato il 6 luglio 1950 a Legnano, in provincia alle porte di Milano, nel 1976 si laurea in Ingegneria elettronica presso il Politecnico di Milano.
Dal termine degli studi al 1999 ha lavorato in grandi aziende italiane operanti nel campo dell'energia, occupandosi nel contempo di pubblicazioni tecniche nel settore energetico e ambientale.

### Attività politica
Nel 1993 viene eletto al consiglio comunale di Legnano per la Democrazia Cristiana come consigliere di opposizione. Dopo aver aderito a Forza Italia, nel 1997 diventa vicesindaco nella nuova amministrazione di centro-destra. Riveste tale ruolo fino a giugno 2000, quando inizia a lavorare per la Regione Lombardia, dapprima in qualità di Direttore Generale dell'Assessorato ai Servizi di Pubblica Utilità e poi come Direttore Centrale delle Relazioni Esterne, Internazionali e Comunicazione. Dal 2006 al 2010 è responsabile della Segreteria Particolare e Politica del Presidente Formigoni.
Dal 2008 al 2010 è membro del Consiglio di Amministrazione della società Expo 2015 S.p.A.
A maggio 2010 viene nominato sottosegretario alla presidenza della giunta regionale della Lombardia, con delega alla Attuazione del Programma e all'Expo 2015. Fino a marzo 2013 è vice-commissario generale dell'Expo 2015.

#### Deputato alla Camera
Alle elezioni politiche del 2013 viene candidato alla Camera dei deputati, tra le liste del Popolo della Libertà nella circoscrizione Lombardia 3, venendo eletto deputato. Nella XVII legislatura della Repubblica è stato componente della 3ª Commissione Affari Esteri e Comunitari, della 14ª Commissione Politiche dell'Unione Europea e della Commissione Bicamerale per l'Attuazione del Federalismo Fiscale, oltre che vicepresidente della delegazione italiana presso l'Assemblea parlamentare della NATO.
Il 16 novembre 2013, alla sospensione delle attività del Popolo della Libertà, aderisce al Nuovo Centrodestra (NCD) guidato da Angelino Alfano, di cui diventa tesoriere del partito e membro della Direzione Nazionale.
Il 24 novembre 2014, nel corso della sessione plenaria tenutasi a L'AIA, viene eletto vice-presidente di tale organismo.
Il 19 novembre 2016 a Istanbul, durante la 62ª sessione annuale, l'Assemblea Parlamentare della NATO lo ha scelto come nuovo Presidente, a distanza di 55 anni dall'ultima volta che l'italiano Pietro Micara aveva ricoperto tale carica. Ad ottobre 2017 a Bucarest, nel corso della 63ª sessione annuale dell'Assembla, è stato confermato alla Presidenza.
Nel 2017, con lo scioglimento di NCD e la fondazione del suo successore Alternativa Popolare (AP), Alli vi aderisce. Il 27 settembre 2018, a seguito delle dimissioni di Angelino Alfano, la Direzione Nazionale di AP lo nomina Presidente di Alternativa Popolare.

#### Candidatura al Senato e Presidente di AP
Alle elezioni politiche del 2018 viene candidato nel collegio uninominale di Mantova al Senato della Repubblica, per la coalizione di centro-sinistra in rappresentanza di Civica Popolare (lista elettorale dove aderisce AP), tuttavia viene nettamente sconfitto e non eletto, giungendo dietro alla candidata del centro-destra, in quota Fratelli d'Italia Isabella Rauti. Grazie al regime di proroga previsto dal regolamento della Assemblea Parlamentare della NATO, continua a ricoprirne la presidenza per sei mesi dopo l'insediamento delle nuove Camere, cessando definitivamente il proprio mandato il 23 settembre 2018.
Candidatosi alle elezioni europee del 2019 per Il Popolo della Famiglia-Alternativa Popolare nella circoscrizione Italia nord-occidentale, raccoglie 1.505 preferenze risultando il primo della lista, la quale però non supera la soglia minima di sbarramento.
Alle europee del 2024 raccoglie 565 preferenze nella circoscrizione Nord-occidentale e solo 78 in quella Circoscrizione Italia nord-orientale ma AP non supera lo sbarramento.

## Procedimenti giudiziari
Il 25 ottobre 2017 viene rinviato a giudizio dal GUP di Milano per tentato abuso d'ufficio nell'ambito dell'inchiesta che coinvolge l'ex Presidente della Regione Lombardia Roberto Formigoni e l’ex direttore generale della sanità lombarda Carlo Lucchina. Il 17 settembre 2018, a seguito del trasferimento del processo a Cremona per competenza territoriale, viene prosciolto dal GUP di Cremona.